# Erebostrota anyte
Erebostrota anyte är en fjärilsart som beskrevs av Druce 1891. Erebostrota anyte ingår i släktet Erebostrota och familjen nattflyn. Inga underarter finns listade i Catalogue of Life.